# Timothy Wilson Spencer
Timothy Wilson Spencer (1962. március 17. – 1994. április 27.), más néven a Southside Strangler, afroamerikai sorozatgyilkos, aki 4 nemi erőszakot és gyilkosságot követett el Richmondban és Arlingtonban (Virginia). Ezen felül úgy vélik, hogy legalább egy korábbi gyilkosságot elkövetett 1984-ben, amelyért egy másik férfit, David Vasquezet jogtalanul elítéltek.
Spencer volt az első sorozatgyilkos az Egyesült Államokban, akit DNS-bizonyítékok alapján ítéltek el, David Vasquez pedig az első, akit DNS-bizonyítékok alapján felmentettek.

## Bűntettei
Debbie Dudley Davist, egy 35 éves fiókvezetőt 1987. szeptember 18-án gyilkolták meg. Másnap szeptember 19-én a Westover Hills-i lakásában a richmondi rendőrség megtalálta a meztelen testét az ágyon fekve. Egy racsnis típusú eszközzel fojtották meg. Az orvosszakértő megállapította, hogy halálának oka fojttogatás volt.
Dr. Susan Hellamsot 1987. október 2-i éjszaka vagy 1987. október 3-i kora reggel gyilkolták meg otthonában. A férje hívta a rendőrséget, miután hazaért, és a pár hálószobájának szekrényében fedezte fel részlegesen öltözött testét. Hellams idegsebészeten dolgozott a Virginiai Orvosi Főiskolán. A támadó látszólag azáltal jutott be a házba, hogy kivágott egy nagy lyukat a második emeleti hálószoba ablakon. Az orvosszakértő megállapította, hogy Hellams halálának oka a fojtogatás volt, amelyet a nyaka körüli két öv okozott.
1987. november 22-én Diane Cho-ot, egy 15 éves középiskolást találtak holtan a családja lakásában Chesterfield megyében. Őt is megerőszakolták és megfojtották a Davis és Hellams gyilkosságokhoz hasonló körülmények között.
Spencer utolsó ismert áldozata a 44 éves Susan Tucker volt, akit a virginiai Arlingtonban található társas házában gyilkolt és erőszakolt meg 1987. november 27-én. Testét azonban 1987. december 1-jéig nem találták meg. A helyváltoztatás ellenére a nyomozók biztosak voltak benne, hogy a sajtó által a SouthSide-i Fojtogató-nak nevezett gyilkos volt itt is az elkövető.

### Lehetséges más bűncselekmények
1988. január 16-án Rena Chapourist és Michael St. Hilaire-t holtan találták egymástól néhány tömbön belül olyan körülmények között, amelyek hasonlóak voltak a korábbi gyilkosságokhoz. Bár eredetileg azt gondolták, hogy ugyanaz az elkövető volt a felelős itt is, Chapouris halálát egy lehetséges másoló követte el, mert jelentős különbségek voltak ez és a többi gyilkosság között. St. Hilaire halálát pedig végül öngyilkosságként állapították meg.

## Nyomozás
1988. január 20-án az arlingtoni megyei rendőrség letartóztatta Timothy Wilson Spencert, egy 25 éves Richmond-i lakost, Susan Tucker megerőszakolása és meggyilkolása miatt. A rendőrség megállapította, hogy Spencer a gyilkosság ideje alatt Richmondból Arlingtonba utazott, hogy a Hálaadás napját anyjával töltse, aki körülbelül egy mérföldnyire lakott Tucker otthonától.
Debbie Davis, Susan Hellams és Diane Cho gyilkosságával is vádolták. A Richmond-gyilkosságok idején Spencer egy feltételesen szabadlábon lévőknek fenntartott otthonban tartózkodott, pár perc sétára Davis és Hellams lakóhelyeitől. Szabadulása előtt egy 1984-es betöréses ítéletért kiszabott büntetését töltötte.
Ezután kezdődött meg a kriminalisztikai vizsgálat a bűncselekmény helyszínén talált mintákon, amikor az ügyeket előkészítették a tárgyalásra.

## Bírósági eljárások, és kivégzés
Spencer 1988. július 11-én ált először biróság elé a Susan Tucker gyilkolág miatt. Spencert bűnösnék találták és halálra ítélték, miután bemutatták a Tucker bűncselekmény helyszínéhez talált DNS-bizonyítékokat. Ez volt az első Amerikai-ügy, amelyben a DNS-t sikeresen felhasználták az elkövető személyazonosságának bizonyítására.
Az ítéletet követően Spencer ismét egy tárgyalóteremben találta magát, ezúttal Richmondban a Debbie Davis ügy miatt. A gyilkosság helyén gyűjtött DNS-bizonyítékok megegyeztek Spencer DNS-ével. A tárgyaláson adott kriminalisztikai bizonyítékok azt mutatták, hogy a bűncselekmény helyén talált DNS nem Spencer-től származó statisztikai valószínűsége 1 a 705 000 000-hoz volt. Spencert elítélték Debbie Davis gyilkossága miatt 1988. szeptember 22-én.
Spencert 1989. január 17-én ismét bűnösnek mondták ki és ismét halálra ítélték, miután a DNS-bizonyítékok összekapcsolták őt Hellams gyilkosságának helyszínével.
Miután Spencer sikeresen elítélték a három gyilkosságért, DNS-ét összehasonlították más bűncselekmények helyszínein gyűjtött mintákkal, beleértve látszólag lezárt ügyeket is. E vizsgálatok eredményeként megállapították, hogy a DNS-bizonyítékok összekapcsolták őt Carol Hamm 1984-es meggyilkolásával, egy olyan bűncselekménnyel, amelyért egy David Vasquezt nevű férfit 1985 elején már elítéltek.
Noha a DNS-bizonyítékok ebben az esetben nem volt meggyőző, az FBI nyomozói eléggé magabiztosak voltak, tekintettel a hasonlóságokra a legújabb bűncselekményekkel, hogy bemutassák azt a következtetést, miszerint Spencer volt a felelős ezért a gyilkosságáért is. 1988. január 4-én Vasquez öt éve börtön után az első amerikai lett, akit ellentmondásos DNS-bizonyítékok alapján szabadon bocsátottak.
Annak ellenére, hogy a nyomozók megállapították a bűnösségét, Spencert soha nem vádolták vagy ítélték el Carol Hamm meggyilkolásáért. A DNS-bizonyítékok nem voltak kellően meggyőzőek Diane Cho esetében sem; mindazonáltal Spencert bíróságra vitték és elítélték ebben az ügyben.
Timothy Wilson Spencert 1994. április 27-én végezték ki a Greensville Javítóközpontban villamosszék által.

## Fordítás
Ez a szócikk részben vagy egészben  a   Timothy Wilson Spencer című angol Wikipédia-szócikk ezen változatának fordításán alapul.  Az eredeti cikk szerkesztőit annak laptörténete sorolja fel. Ez a jelzés csupán a megfogalmazás eredetét és a szerzői jogokat jelzi, nem szolgál a cikkben szereplő információk forrásmegjelöléseként.